# 滝沢芳行
滝沢 芳行（たきざわ よしゆき、1968年8月24日 - ）は、埼玉県出身の競艇選手。
登録番号3381。身長163cm。埼玉支部所属。63期。同期には今垣光太郎などがいる。ニックネームは「タッキー」。息子の滝沢崚も124期の競艇選手。

## 来歴
- 1988年11月12日戸田競艇場・一般競走でデビュー。
- 1989年 4月29日江戸川競艇場・一般競走で初勝利。
- 1990年10月23日戸田競艇場・一般競走で初優勝。
- 1995年10月10日丸亀競艇場・全日本選手権でSG初出場。
- 2001年10月23日常滑競艇場・全日本選手権で4号艇でSG初優出、本番はセンター3コースからまくりを決めそのままSG初優勝[1]。
- 2006年 5月25日戸田競艇場・笹川賞で通算1000勝を達成。
- 2013年11月26日芦屋競艇場・一般競走、初日第12レースにて通算1500勝を達成[2]。
- 2024年12月28日宮島競艇場・一般競走、最終日第4レースにて通算2000勝を達成[3]。通算183人目の達成

## 人物・エピソード
- 地元のSGで通算1000勝を達成した記念の水神祭は大時計の観客が見ている前に救助艇で乗り付け、埼玉支部の選手達によって水面に投げ込まれた。ちなみに、この水神祭の場でウィンビー君の着ぐるみを着てはしゃぎまくっていた池上裕次の方が、この場の主役の滝沢よりも目立っていたのでは無いかという話もある。